# Regionale Eenheid Noord-Holland
De Regionale Eenheid Noord-Holland is een van de tien regionale eenheden van de Nationale politie. De Regionale Eenheid Noord-Holland is in 2013 ontstaan uit een samenvoeging van de voormalige regiokorpsen Noord-Holland-Noord, Zaanstreek-Waterland en Kennemerland.
Het werkgebied omvat het grondgebied van Noord-Holland behalve het werkgebied van de Regionale Eenheid Amsterdam en behalve Gooi en Vechtstreek (dat het Noord-Hollandse deel is van het werkgebied van de Regionale Eenheid Midden-Nederland). Het hoofdbureau van de Regionale Eenheid Noord-Holland is gevestigd in Haarlem. De locatie van de meldkamer is per 14 november 2019 officieel overgegaan naar Haarlem.
De regionale eenheid Noord-Holland bestaat uit de drie districten Noord-Holland Noord (A), Zaanstreek Waterland (B) en Kennemerland (C). De regionale eenheid kent in totaal tien basisteams. 
District Noord-Holland Noord kent vier basisteams: 
- A1 Den Helder
- A2 Alkmaar
- A3 Hoorn
- A4 Heerhugowaard

District Zaanstreek Waterland kent twee basisteams:
- B1 Zaanstad
- B2 Purmerend

District Kennemerland kent vier basisteams:
- C1 IJmond
- C2 Haarlem
- C3 Kennemer Kust
- C4 Haarlemmermeer

Bestaande regionale politieeenheden:
Noord-Nederland ·
Oost-Nederland ·
Midden-Nederland ·
Noord-Holland ·
Amsterdam ·
Den Haag ·
Rotterdam ·
Zeeland - West-Brabant ·
Oost-Brabant ·
Limburg ·
Eenheid Landelijke Expertise en Operaties ·
Eenheid Landelijke Opsporing en Interventies

Voormalige eenheden:
Landelijke Eenheid
Voormalige regiokorpsen:
Politie Groningen ·
Politie Fryslân ·
Politie Drenthe ·
Politie IJsselland ·
Politie Twente ·
Politie Noord- en Oost-Gelderland ·
Politie Gelderland-Midden ·
Politie Gelderland-Zuid ·
Politie Utrecht ·
Politie Noord-Holland-Noord ·
Politie Zaanstreek-Waterland ·
Politie Kennemerland ·
Politie Amsterdam-Amstelland ·
Politie Gooi en Vechtstreek ·
Politie Haaglanden ·
Politie Hollands Midden ·
Politie Rotterdam-Rijnmond ·
Politie Zuid-Holland-Zuid ·
Politie Zeeland ·
Politie Midden- en West-Brabant ·
Politie Brabant-Noord ·
Politie Brabant-Zuidoost ·
Politie Limburg-Noord ·
Politie Limburg-Zuid ·
Politie Flevoland ·